# Châteaubriant
Châteaubriant je francouzská obec v departementu Loire-Atlantique v regionu Pays de la Loire. V roce 2012 zde žilo 11 905 obyvatel. Je centrem arrondissementu Châteaubriant.